# Lingdale
Lingdale är en by i Redcar and Cleveland i North Yorkshire i England. Byn är belägen 64 km 
från York. Orten har 1 375 invånare (2016).